# Coquilha

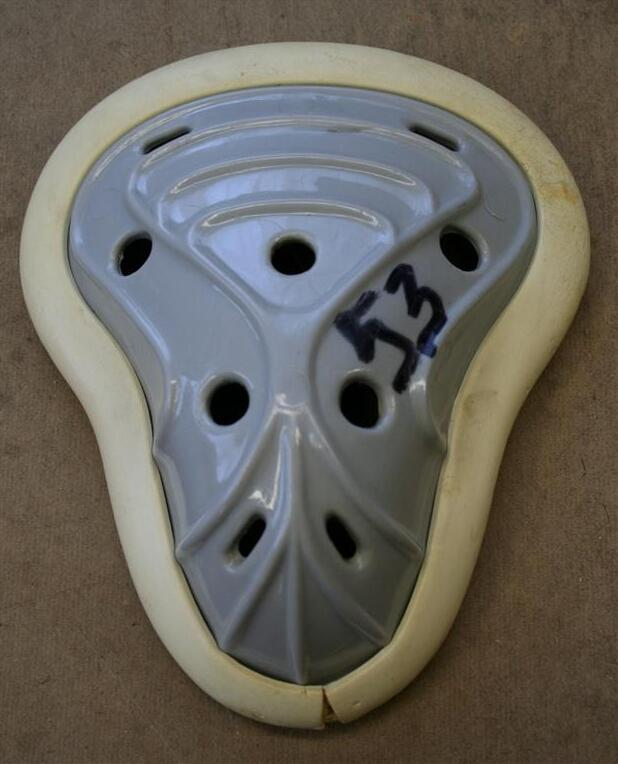
Coquilha.

A coquilha, ou protetor genital, é um equipamento utilizando principalmente por praticantes de desportos de contato como artes marciais, com o objetivo de proteger os órgãos genitais. É comumente usado com o suporte atlético (jockstrap, em inglês), que é uma roupa íntima masculina usada para sustentar a genitália.

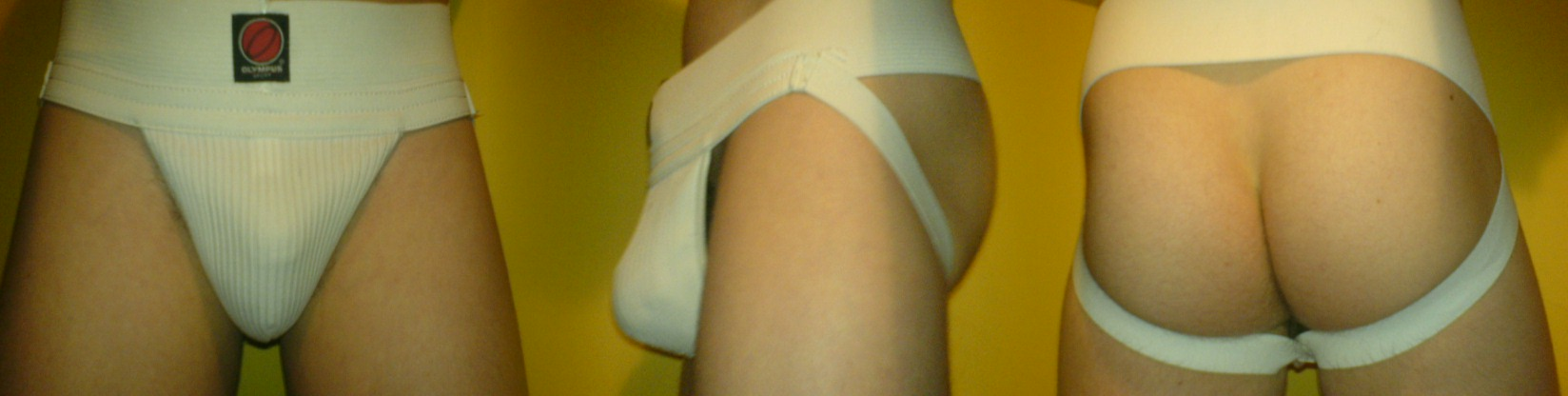
Visão frontal, lateral e traseira de um homem vestido com um suporte atlético e a coquilha.